# Plochaja devočka
Plochaja devočka (in russo Плохая девочка?) è un singolo del duo musicale russo Vintage, pubblicato il 1º aprile 2008 come primo estratto dal secondo album in studio Sex.

## Descrizione

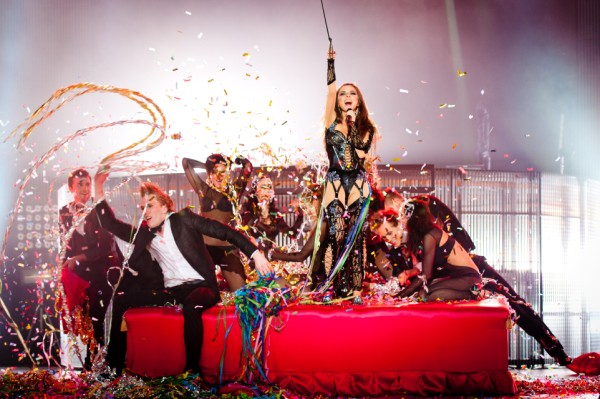
Anna Pletnëva mentre si esibisce sulle note di Plochaja devočka al Crocus City Hall, 15 ottobre 2011

Ottata traccia del disco, Plochaja devočka, che vede la partecipazione dell'attrice russa Elena Korikova, è un brano elettropop ed eurodance con influenze degli anni novanta. È stato riconosciuto con un MTV Russia Music Award nel novembre 2008.
Nel luglio 2023 è stata messa in commercio una versione rivisitata in chiave phonk della canzone con Travma, Skidri e Dvrklxght, che dopo essere diventata popolare su TikTok ha riscosso successo sia nelle Federazione Russa che all'estero; infatti, ha occupato il vertice delle classifiche dei principali servizi musicali russi, tra cui Apple Music, VK Muzyka e Yandex Music. Tale versione, risultata la canzone più riprodotta dell'anno sul servizio musicale di Yandex, ha ricevuto il premio Viktorija alla hit dance dell'anno e quello di Muz-TV alla miglior collaborazione. È anche uscita Očen plochaja devočka nell'agosto 2023, in collaborazione con Skridri.

## Tracce
Testi di Aleksandr Sacharov, musiche di Aleksej Romanof, eccetto dove indicato.
Download digitale – 1ª versione
1. Plochaja devočka (feat. Elena Korikova) – 3:36

Download digitale – Radio DFM Mix
1. Plochaja devočka (con Elena Korikova) (Radio DFM Mix) – 3:04

Download digitale, streaming – 2ª versione
1. Plochaja devočka (con Travma, Skidri e Dvrklxght) – 2:15 (Aleksej Romanof, Grigorij Peev, Aleksandr Sacharov, Il'ja Kolosovskij, Dmitrij Syropjatov)

Download digitale, streaming – 3ª versione
1. Očen plochaja devočka (con Skidri) – 2:07 (Aleksej Romanof, Aleksandr Sacharov, Dmitrij Syropjatov, A. Sadykov)

## Formazione
- Anna Pletnëva – voce, produzione
- Elena Korikova – voce aggiuntiva
- Aleksandr Sacharov – arrangiamento, mastering, missaggio
- Aleksej Romanof – produzione

## Classifiche

### Classifiche settimanali
| Classifica (2008-24) | Posizione massima |
| -------------------- | ----------------- |
| Kazakistan           | 62                |
| Lettonia             | 13                |
| Russia               | 2                 |
| Ucraina              | 1                 |

### Classifiche di fine anno
| Classifica (2008) | Posizione |
| ----------------- | --------- |
| Russia            | 29        |
| Ucraina           | 37        |
| Classifica (2009) | Posizione |
| Ucraina           | 143       |

### Classifiche di fine decennio
| Classifica (2000-09) | Posizione |
| -------------------- | --------- |
| Russia               | 126       |
| Ucraina              | 66        |